# Phil Simms
Pour les articles homonymes, voir Simms.
(en) Statistiques sur pro-football-reference
Phil Simms est un joueur américain de football américain, né le 3 novembre 1955 à Louisville (Kentucky), qui a évolué au poste de quarterback dans la National Football League pendant quinze saisons.
Après sa carrière de footballeur professionnel, il devient commentateur sur la chaîne de télévision CBS.
Son fils, Chris Simms, a été également quarterback avant d'occuper un poste d'assistant chez les Patriots de la Nouvelle-Angleterre.

## Biographie
Il est sélectionné à la draft 1979 de la NFL lors du 1er tour par la franchise des Giants de New York et y reste toute sa carrière NFL. Il permet notamment à cette équipe de décrocher le premier Super Bowl de son histoire, le XXI en 1986, au cours duquel il est désigné MVP après avoir réussi 22 passes sur 25 pour un gain de 268 yards, inscrit trois touchdowns et obtenu une évaluation de quarterback de 150,9. Son équipe remporte également de Super Bowl XXV en 1990, mais il n'a pas disputé ce match à la suite d'une fracture du pied.
Simms a cumulé sur sa carrière, 33 462 yards à la passe et inscrit 199 touchdowns.

## Palmarès
- Pro Bowl : 1985 et 1993
- Vainqueur du Super Bowl XXI et XXV
- MVP du Super Bowl XXI.